# Ján Klamárik
Ján Klamárik (* 7. února 1832, Lučenec - † 8. říjen 1898, Banská Bystrica ) byl uherský pedagog.
Pseudonym: Kemény

## Životopis
Studoval na gymnáziu v Kiskunfélegyháze a v Pešti. Od roku 1847 studoval filozofii v Pešti a v letech 1854 - 1855 ve Vídni, kde v roce 1858 složil učitelské zkoušky z matematiky a přírodopisu. V roce 1870 absolvoval zahraniční cestu, během které studoval systém školství. Působil jako zastupující profesor na gymnáziu Kiskunfélegyháze, v Pécsi a jinde.
V letech 1861 - 1883 působil v Banské Bystrici, od roku 1867 jako ředitel gymnázia, v letech 1876 - 1883 jako obvodní školní inspektor. Jako školní inspektor se zapříčinil o vznik vyšší dívčí školy a chlapecké měšťanky v Banské Bystrici.
Jako exponent maďarské politiky v Banské Bystrici se podílel v srpnu 1867 na odstranění sedmi slovenských profesorů z banskobystrického gymnázia, mezi nimi i Martina Čulena. V roce 1874 jako hlavní dozorce vedl vyšetřování proti gymnáziu v Kláštor pod Znievom. V roce 1875 zakročil proti slovenským studentům za uctění památky Andreje Sládkoviča. V maďarizaci spolupracoval s biskupem Arnoldem Ipolyi-Stummerom a podžupanem Bélou Grunwaldem.
Od roku 1883 pracoval jako tajemník Ministerstva kultury a školství v Budapešti. V roce 1889 se stal ministerským rádcem. Od roku 1883 řídil změny a úpravy v uherském školství. Byl Zvolenským podžupanem, čestným členem zemské profesorské společnosti, zemské profesorské rady a čestným předsedou pedagogické společnosti.
Literární činnost začínal jako básník v antologii gymnaziálních studentů v Pešti ( 1847), pak v časopise Bajai. Publikoval odborné články v ročenkách gymnázií a v časopisech. Byl překladatelem a pořizovatelem učebnic. V pracích o organizaci maďarských středních škol žádal pomaďarštění zahraničních škol na Slovensku. Spolupracoval na maďarsko-německo-slovenském slovníku Josefa Lósa .

## Ocenění
- V roce 1870 byl vyznamenán řádem Františka Josefa I.

## Dílo
- A magyarországi kőzépiskolák szervezete és eljárása (Budapešť, 1881 )
- A magyarországi kőzépiskolák ujjab szervezete történeti megvilágítással (Bratislava, 1893 )